# دوئنتزا
دوئنتزا (به لاتین: Douentza) یک منطقهٔ مسکونی در مالی است که در استان موپتی واقع شده‌است.
 دوئنتزا ۱۵۴ کیلومتر مربع مساحت و ۲۸٬۰۰۵ نفر جمعیت دارد و ۳۰۵ متر بالاتر از سطح دریا واقع شده‌است.